# Monceaux-le-Comte
Monceaux-le-Comte település Franciaországban, Nièvre megyében. Lakosainak száma 126 fő (2022. január 1.). Monceaux-le-Comte Vignol, Dirol, Ruages és Saizy községekkel határos.

## Népesség
A település népességének változása:
| Lakosok száma | 129  | 125  | 131  | 122  | 121  | 122  | 124  | 124  | 126  |
|               | 2013 | 2015 | 2016 | 2017 | 2018 | 2019 | 2020 | 2021 | 2022 |